# Sociedade Brasileira de Teoria e História da Historiografia
A Sociedade Brasileira de Teoria e História da Historiografia (SBTHH) é uma organização sem fins lucrativos voltada ao fortalecimento de pesquisas nas áreas da teoria da história e da história da historiografia no âmbito nacional e internacional. Tem como principal objetivo integrar pesquisadores de diferentes gerações, instituições e convicções teóricas em um ambiente de cooperação e diálogo. A SBTHH é resultado de demandas no interior dos estudos históricos no Brasil e do interesse em se estudar a história da própria disciplina. O Seminário Brasileiro de Teoria e História da Historiografia e a revista História da Historiografia são iniciativas da Sociedade.

## Histórico e objetivos
A SBTHH foi fundada em Minas Gerais no dia 25 de agosto de 2009, em Assembleia Geral, durante o 3° Seminário Nacional de História da Historiografia realizado na Universidade Federal de Ouro Preto. Com a expansão dos programas de pós-graduação nas universidades brasileiras e com o crescimento de pesquisadores nas áreas de teoria da história e história da historiografia, a Sociedade, uma das mais importantes em seu campo, surge com a finalidade de proporcionar um ambiente de intercâmbio e cooperação entre os pesquisadores dessas duas áreas correlatas. Para Estevão de Rezende Martins, presidente da SBTHH entre os anos 2011 e 2015, a Sociedade representa um grande espaço social de intercâmbio, convergência e diálogo, que possibilita o fortalecimento da área e a criação de uma forma de espaço de investigação coletiva.
Os estatutos da SBTHH definem como seus principais objetivos: a. incentivar o estudo, o ensino e a pesquisa brasileira no âmbito da teoria da história e história da historiografia; b. promover reuniões científicas objetivando o intercâmbio de informações entre seus associados e os de associações similares brasileiras, estrangeiras ou internacionais; c. apoiar a edição de revistas acadêmicas e publicações de outra natureza nos campos de atuação da sociedade; d. agir no interesse dos associados e representá-los junto a órgãos públicos e privados; e. promover o Seminário Internacional de Teoria e História da Historiografia; f. apoiar a realização de eventos regionais e nacionais nos campos de atuação da SBTHH; g. promover o intercâmbio e a cooperação com associados e entidades nacionais, estrangeiras e internacionais da mesma natureza.

## Presidentes
- Gestão 2019: Temístocles Américo Corrêa Cezar (UFRGS)

- Gestão 2015-2018: Lucia Maria Paschoal Guimarães (UERJ)

- Gestão 2011-2015: Estevão de Rezende Martins (UnB)

## Seminário Brasileiro de Teoria e História da Historiografia

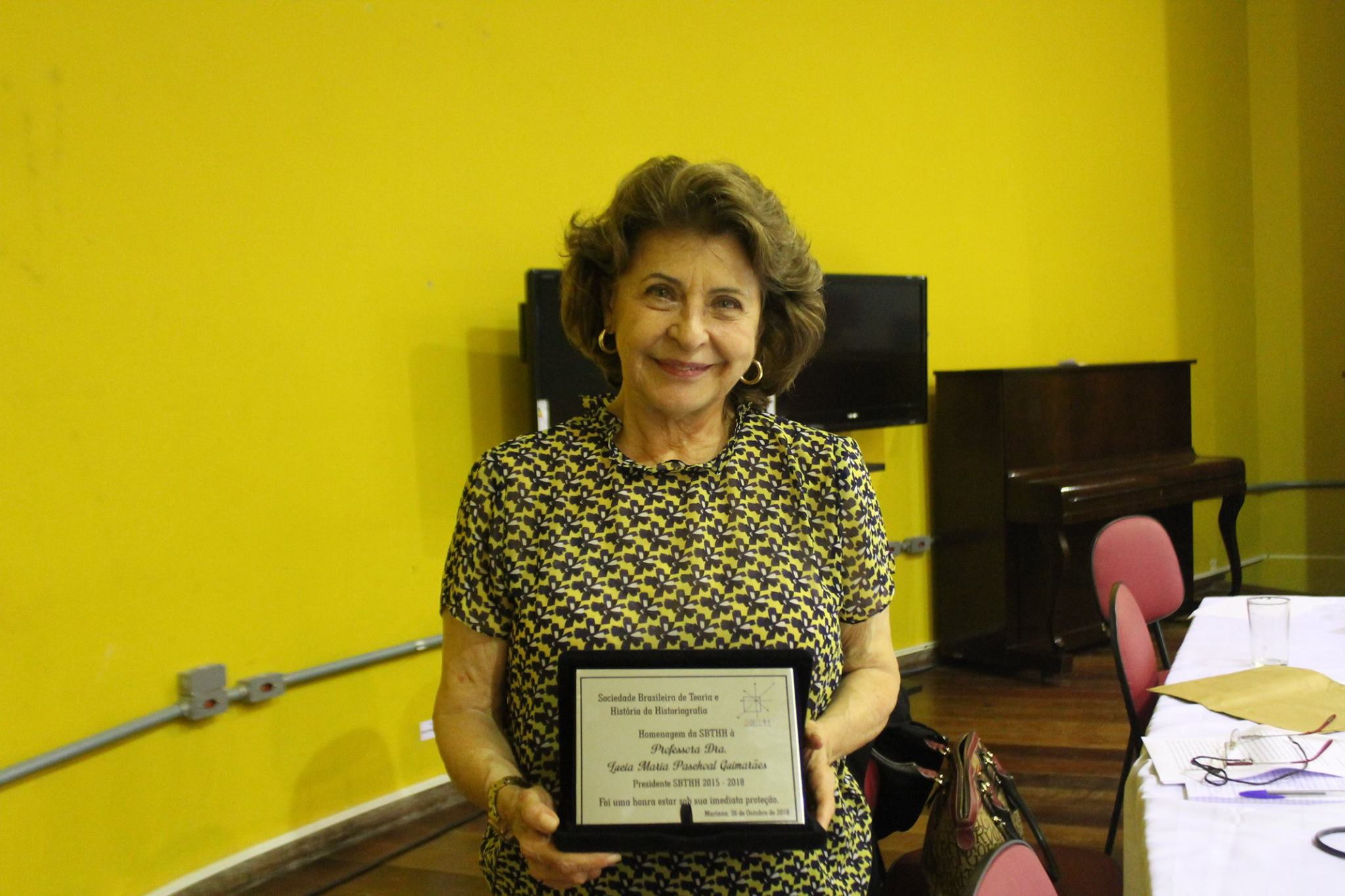
Lucia Maria Paschoal Guimarães com placa de homenagem à sua atuação como Presidente da Sociedade entre 2015-2018

O Seminário Brasileiro de Teoria e História da Historiografia (SNHH) é um evento promovido pela Sociedade Brasileira de Teoria e História da Historiografia e também pelo Núcleo de Estudos em História da Historiografia e Modernidade (NEHM) desde 2007. De 2007 até 2013 o evento ocorreu anualmente e a partir de 2014 passou a ocorrer a cada dois anos. Desde sua primeira edição, o seminário teve como conferencistas diversos pesquisadores das áreas da teoria e da história da historiografia, entre eles Angela de Castro Gomes, Carlos Fico, Durval Muniz de Albuquerque, Estevão de Rezende Martins, Guillermo Zermeño Padilla, Hans Ulrich Gumbrecht, Jorge Cañizares-Esguerra, Luiz Costa Lima, Manoel Luiz Salgado Guimarães, Marieta de Moraes Ferreira, Olgária Chain Féres Matos, Raquel Glezer e Temístocles Cezar. 

## Revista História da Historiografia
A revista História da Historiografia é um periódico quadrimestral online, desenvolvido em parceria pela Sociedade Brasileira de Teoria e História da Historiografia com o Programa de Pós-Graduação em História da Universidade Federal do Estado do Rio de Janeiro (UNIRIO) e com o Programa de Pós-Graduação em História da Universidade Federal de Ouro Preto (UFOP). A revista publica artigos, resenhas, entrevistas, textos e documentos historiográficos relevantes à história da historiografia e à teoria da história desde 2008. A revista História da Historiografia, entre os anos 2013 e 2016, foi avaliada como categoria A1 pelo sistema institucional Qualis da CAPES, ou seja, foi considerada como um dos melhores periódicos na área de História.

## Premiação
Desde 2012, a SBTHH realiza um concurso que visa premiar os melhores trabalhos desenvolvidos nas áreas de teoria da história, história da historiografia brasileira e história da historiografia geral. Em 2012, a Sociedade premiou as melhores monografias defendidas entre os anos de 2010 e 2012. Na segunda edição do prêmio, em 2013, alargou-se o escopo da premiação para promover o reconhecimento das melhores teses, dissertações e monografias nas áreas de teoria da história, história da historiografia brasileira e história da historiografia geral. Trabalhos de diferentes universidades foram contemplados na premiação.